# ゴラン・ブエビッチ
ゴラン・ヴイェヴィッチ（セルビア語: Горан Вујевић、1973年2月27日 - ）は、モンテネグロ・ツェティニェ出身の男子バレーボール選手。ポジションはウイングスパイカー。元セルビア・モンテネグロ代表。

## 来歴
1996年、ユーゴスラビアリーグのパルチザン・ベオグラードから、イタリア・セリエAのブレシアへ移籍。以降、複数のクラブを渡り歩いて、セリエAの高いレベルの中で技術を磨き、レフトのウイングスパイカーとして活躍した。2005年からペルージャでプレーし、2009年、ラティーナへ移籍した。
10年もの長きに渡りナショナルチームの中心選手としても活躍し、グルビッチ兄弟と共にユーゴバレーの礎を築き上げ、ユーゴスラビア代表として出場した1996年アトランタオリンピックで銅メダル、2000年シドニーオリンピックで金メダル獲得に貢献した。2004年アテネオリンピックにはセルビア・モンテネグロ代表として出場した。
また、1998年世界選手権、2000年ワールドリーグでベストサーバー賞を受賞、2005年ワールドリーグではベストディガー賞を受賞した。
代表選手のほとんどはセルビア国籍だったが、彼はモンテネグロ国籍だったため、セルビア・モンテネグロ最後の国際大会出場となった、2006年世界選手権をもって、ナショナルチームから完全に撤退した。
2015年に現役引退。シル・サフェーティ・ペルージャのスポーツディレクターに就任した。

## 球歴
ナショナルチーム代表歴
- オリンピック - 1996年（銅メダル）、2000年（金メダル）、2004年（5位）
- 世界選手権 - 1998年（銀メダル）
- ワールドカップ - 2003年（銅メダル）
- ワールドグランドチャンピオンズカップ - 2001年（3位）
- ワールドリーグ - 2003年、2005年（準優勝）、2002年、2004年（3位）
- 欧州選手権 - 2001年（優勝）、1997年（準優勝）、1999年、2005年（3位）

クラブチーム優勝歴
- ユーゴスラビアリーグ - 1991年
- ギリシャリーグ - 1999年

## 所属クラブ
- パルチザン・ベオグラード （1990-1991年、1995-1996年）
- パッラヴォーロ・ブレシア （1996-1997年）
- 4トッリ・フェラーラ・バレー （1997-1998年）
- オリンピアコス （1998-1999年）
- ガベカ・モンティキアーリ （1999-2000年）
- ターラント・バレー （2000-2002年）
- トップ・ラティーナ （2002-2004年）
- トレンティーノ・バレー （2004-2005年）
- ペルージャ・バレー （2005-2009年）
- トップ・ラティーナ （2009-2011年）
- シル・サフェーティ・ペルージャ （2011-2015年）